# 1699
1699 (MDCXCIX) var ett normalår som började en torsdag i den gregorianska kalendern och ett normalår som började en söndag i den julianska kalendern.

## Händelser

### Februari
- Februari – En svensk delegation reser till Moskva, där man utväxlar fredsurkunder med ryssarna.[1] För ryssarnas del är det bara ett spel, för att hålla skenet uppe.
- 3 februari – Jämtlands befolkning blir formellt svenskar, 54 år efter freden i Brömsebro.

### Mars
- 2 mars – Första numret av Edinburgh Gazette utkommer.

### Juli
- Juli – Under ett åskväder över Wismar slår blixten ner i ett krutförråd, vilket leder till en kolossal explosion, där ett femtiotal byggnader förstörs.[2]

### Augusti
- 25 augusti – Vid Kristian V:s död i en jaktolycka efterträds han som kung av Danmark och Norge av sin son Fredrik IV.[3]

### September
- 25 september – Sachsen-Polen och Danmark sluter ett hemligt anfallsförbund mot Sverige.

### November
- November – Sverige beslutar att på 40 år, från 1700 till 1740, gradvis övergå från den julianska till den gregorianska kalendern.[4]
- 11 november – Ryssland ansluter sig till det polsk-danska förbundet bara några dagar efter att den svenska delegationen har lämnat Moskva.

### Okänt datum
- I Sverige förbjuds att brottslingar anställs som bödlar.[5]
- Christopher Polhem grundar ett manufakturbruk vid Stjärnsunds järnbruk i Dalarna. Det kommer att vinna berömmelse för sina urverk.
- Ett franskt teatersällskap under Claude Guilmois de Rosidor, La troupe du Roi de Suede, hyrs in till Stora Bollhuset (inrett som teater 1667) i Stockholm och stannar till 1706. Den svenska hovmusiken får ett uppsving av att den franska truppen om trettio personer – sångare, musiker, dansare och skådespelare – anländer.
- Den regerande sultaninnan Zainatuddin av Aceh avsätts på Sumatra sedan en fatwa från Mecka har förklarat att kvinnliga regenter är oförenliga med islam.

## Födda
- 26 juni – Marie Thérèse Geoffrin, fransk politisk salongsvärdinna.
- 30 november – Kristian VI, kung av Danmark och Norge 1730–1746.
- Georg Wenceslaus von Knobelsdorff, tysk arkitekt.

## Avlidna
- 3 januari – Mattia Preti, italiensk barockmålare.
- 9 mars – Lars Claesson Fleming, svensk lagman och riksråd.
- 21 april – Jean Racine, fransk tragedidramatiker.
- 6 augusti - Maria Sofia av Neuburg, portugisisk drottning.
- 25 augusti – Kristian V, kung av Danmark och Norge sedan 1670.

### Fotnoter
1. ↑  ”Stockholm den 20 Febr.”. Ordinarie Stockholmiske Post-Tijdender:  s. 8. 20 februari 1699. https://tidningar.kb.se/2979645/1699-02-20/edition/145134/part/1/page/8/.
2. ↑  ”Wismar den 3 Augusti”. Ordinarie Stockholmiske Post-Tijdender:  s. 7. 14 augusti 1699.
3. ↑  ”Copenhagen den 26 Augusti”. Ordinarie Stockholmiske Post-Tijdender:  s. 8. 5 september 1699.
4. ↑  Tideräkning i Sverige
5. ↑  ”Historiesajten 13 mars 2006 – Brott och straff i gångna tider”. Arkiverad från originalet den 14 januari 2020. https://web.archive.org/web/20200114065735/https://www.historiesajten.se/handelser2.asp?id=27. Läst 19 oktober 2019.